# 菲利皮冰川
菲利皮冰川（德語：Philippi-Gletscher），是南極洲的冰川，位於南喬治亞島東南端，最終注入德里加爾斯基港西南面的勃蘭特灣，由德國探險隊繪入地圖，現時由英國海外領土管轄。